# Jílovský tunel II
Jílovský tunel II (neoficiálně nazýván Lucký) je železniční tunel č. 112 na katastrálním území Luka pod Medníkem na železniční trati Praha – Vrané nad Vltavou – Čerčany v km 22,163–22,308 mezi stanicí Jílové u Prahy a  zastávkou Luka pod Medníkem.

## Historie
Roku 1882 České obchodní dráhy zprovoznily místní dráhu Nusle–Modřany převážně pro potřeby modřanského cukrovaru. Trať byla roku 1897 prodloužena do Dobříše, roku 1900 byla dostavěna odbočka do Jílového u Prahy, která se zde napojila na již existující trať z Čerčan.
V závěru druhé světové války byl tunel využíván jako podzemní továrna Omega I (krycí název Blaumeise II), kam byla přesunuta válečná výroba. Po válce byl tunel opět zprovozněn. Mezi tunely Jílovský I a II se nachází Žampašský viadukt.
Tunely na trati Skochovický, Libřický, Davelský, Jarovský, Pikovický, Jílovský I, Jílovský II a Klínecký patří neodmyslitelně k romantice trati 210 běžně nazývané Posázavský Pacifik.

## Geologie a geomorfologie
Tunel se nachází v geomorfologické oblasti Středočeská pahorkatina, celku Benešovská pahorkatina s podcelkem Dobříšská pahorkatina s okrskem Jílovská vrchovina.
Geologické podloží v oblasti je tvořeno z proterozoických metobazitů, granodioritů, porfyrů, keratofyrů jílovského pásma, metamorfovanými břidlicemi a drobami.
Tunel leží v nadmořské výšce 280 m, je dlouhý 145,10 m.

## Popis
Jednokolejný tunel je na trati Vrané nad Vltavou – Dobříš mezi stanicí Jílové u Prahy a zastávkou Luka pod Medníkem v údolí Sázavy. Byl proražen roce 1881 v úbočí kopce Panský vrch (433,8 m n. m.) v oblasti Na ostropci. Stavba trati byla zadána firmě Osvald Životský a J. Hrabě, dokončena byla na jaře 1900 a uvedena do provozu 1. května 1900.

## Středočeský úsek dálnice D3
V blízkosti Jílovského tunelu II má stát jedna z mostních opěr plánovaného mostu Sázava, mostu s největším železobetonovým obloukem v Česku, který má být součástí středočeského úseku dálnice D3 přes Posázaví.